# Wolframarsenid
Wolframarsenid ist eine chemische Verbindung des Wolframs aus der Gruppe der Arsenide. Neben diesem ist auch noch das Diwolframtriarsenid W2As3 bekannt.

## Gewinnung und Darstellung
Wolframarsenid kann durch Reaktion von Wolfram mit Arsen bei 600 bis 1000 °C oder durch Reaktion von Arsen oder Arsenwasserstoff mit Wolframhexachlorid gewonnen werden.

## Eigenschaften
Wolframarsenid ist ein schwarzer Feststoff. Er besitzt eine monokline Kristallstruktur vom Molybdänarsenidtyp MoAs2. Wolframarsenid ist unlöslich in Flusssäure, Salzsäure und wässrigen alkalischen Lösungen. Mit konzentrierter Salpetersäure oder Schwefelsäure reagiert die Verbindung. Bei hohen Temperaturen zersetzt sich die Verbindung an Luft zu Wolframtrioxid und Arsen(III)-oxid.